# 熱愛一家・LOVE
『熱愛一家・LOVE』（ねつあいいっか・ラブ）は、日本のテレビドラマ。
TBSのテレビドラマ枠「水曜劇場」で、1979年（昭和54年）2月14日～1979年8月8日に放送されたホームドラマ。放送回数、全26回

## 概要
主演の森光子が日本の「お母さん」を演じるコメディタッチのホームドラマ。石本千代（森光子）は4人の子供を女手一つで育て上げたお母さん。末っ子のみどり（石野真子）が16歳の女子高生になり、子育てはほぼ終わった。それぞれに恋人を見つけ家庭を持ち幸せになろうとしている4人の兄弟姉妹。「かあさんだって、今でもラブレターの一つくらい貰ってるんだから！」と、千代はこれからは自分の幸せのためにも生きようと考える。ドラマの主な舞台は石本家の茶の間と、千代が経営するスナック「ままや」。それぞれに繰り広げられる「熱愛」模様を、当時の時代背景を通して明るく描いたホームドラマ。
当時、日本中で一大ブームとなっていたアーケードゲームの「スペースインベーダー」で遊ぶシーンがあったり、当時売上を急拡大したタウン情報誌「ぴあ」や牛丼チェーン店「吉野家」を模した設定があったり、ボクシングの元世界チャンピオンの輪島功一が実生活と同様の「団子屋の主人」で登場したり、とコメディタッチになっている。
ドラマの本来の脚本とは無関係に、たびたび国内外の大物芸能人がゲスト出演として登場し、自分の最新出演作品の宣伝などを寸劇スタイルで森光子と数分間やり取りした。このサプライズなゲスト登場が見所にもなっていた。
ゲスト出演者には、ソフィア・ローレン、キャサリン・ロス、マイケル・ホイ、若山富三郎、沢田研二、桜井賢などがいる。
ドラマ主題歌は、SHOT GUN（ショットガン）の「愛は心のフルコース」（作詞：阿久悠、作曲：筒美京平、編曲：後藤次利）。

## スタッフ
- 脚本
  - 服部佳（第1話、第2話、第6話、第7話、第12話、第13話、第16話、第18話、第21話、第23話、第25話、第26話）
  - 松原敏春（第3話～第5話、第8話～第11話、第14話、第15話、第17話、第19話、第20話、第22話、第24話）
- 音楽：土持城夫
- 演出
  - 鴨下信一（第1話、第2話、第6話、第7話、第10話、第12話、第21話、第26話）
  - 峰岸進（第3話、第11話、第14話、第17話、第22話）
  - 和田旭（第4話、第8話、第15話、第18話、第23話、第25話）
  - 近藤邦勝（第5話、第9話、第13話、第16話、第20話、第24話）
  - 遠藤環（第19話）
- プロデューサー：鴨下信一、宮田吉雄

## キャスト
- 石本千代：森光子（女手ひとつで4人を育て上げた“おかあさん”、スナック「ままや」のママ、元歌手で、いまだに「懐かしのメロディー」系の歌番組への出演依頼が絶えない）
- 石本譲：柴俊夫（石本家長男、牛丼店・吉田家の熱血店長、鈴木今日子と中村未来子を二股にかけ付き合っているが、今日子の余命が幾ばくもない事を気に掛け、結婚を焦り始める）
- 石本茂子：浅芽陽子（石本家長女、妻子有る男性と不倫の末、その子を身ごもる、その父親とは･･･）
- 石本彰：太川陽介（石本家次男、大学生、大学へは通わずに、タウン情報誌ぴぴ（ぴあがモデル）のアルバイト記者として働いている、番組中に突然始まる映画や音楽情報の紹介のＭＣは、職業柄、彰が行う事が多かった。高校時代の恩師である女性教師と恋に落ち、結婚する）
- 石本みどり：石野真子（石本家末娘の高校生、16歳になったら（トラック運転手の）和夫（長谷川初範）と結婚する！と宣言）
- 中沢保：松山英太郎
- 大門孝太郎：西田敏行:（妻に先立たれた子持ちの消防士、歌手時代の千代のファン）
- 鈴木今日子：水沢アキ（譲の恋人の一人、重い心臓病を患い、余命幾ばくもない）
- 中村未来子：岡崎友紀（今日子の友人、譲の恋人の一人、譲と今日子の関係に気付いている、今日子の病状を気遣い、身を引く覚悟を決めたが･･･）
- 信夫中：左とん平
- 藍野いづみ：泉ピン子（信夫中と付き合っている）
- 長谷川和夫：長谷川初範（長距離トラックの運転手、石本みどりと結婚して「みどり運輸」を立ち上げる、番組冒頭のオープニングのキャスト紹介では「新人」と表記されている）
- 輪島功一：（「ままや」の近所にある団子店の店主、千代に好意を寄せている、元ボクサー、輪島功一本人役と言える）

## ゲスト出演
- 若山富三郎（主演映画「衝動殺人 息子よ」（1979年、松竹）の役柄で“ままや”に来たお客さんの設定）
- 沢田研二（第3話）
- 桜井賢
- 高見山大五郎（第5話）
- 細川たかし（第7話）
- 篠沢秀夫（第8話、第10話）
- キャサリン・ロス（第9話）
- おすぎとピーコ（第11話）
- タモリ（第12話）
- ヒストリー（第13話）
- ソフィア・ローレン（第14話）
- ホイ三兄弟（マイケル・ホイ、リッキー・ホイ、サミュエル・ホイ 第15話）
- 左幸子（第18話）
- ピンク・レディー（第19話）
- アグネス・ラム（第23話）
- 国広富之（第25話）

## 音楽
- 主題歌：SHOT GUN「愛は心のフルコース」

作詞：阿久悠、作曲：筒美京平、編曲：後藤次利
発売日：1979年3月21日
- 挿入歌：He-Story (ヒストリー)「結婚します」

作詞：阿久悠、作曲：筒美京平、編曲：瀬尾一三
発売日：1979年4月5日
- 挿入歌：森光子「湯の町放浪記」

作詞：阿久悠、作曲：市川昭介、編曲：石田勝範
発売日：1979年4月5日